# Kroatiska demokratiska unionen
Kroatiska demokratiska unionen (kroatiska: Hrvatska demokratska zajednica, akronym HDZ) är det största konservativa center-högerpartiet i Kroatien. Det är ett av de två största samtida politiska partierna i Kroatien, tillsammans med socialdemokratiska center-vänster partiet (SDP). Det är för närvarande det största partiet i Sabor med 61 platser. HDZ styrde Kroatien från 1990, innan landet blev självständigt från Jugoslavien, till 2000 och, i koalition med juniorpartners, från 2003 till 2011 och sedan 2016. Partiet är medlem i Europeiska folkpartiet (EPP). HDZ:s ledare, Andrej Plenković, är Kroatiens nuvarande premiärminister, efter att ha tillträtt efter parlamentsvalet 2016.  
Partiets kandidat Kolinda Grabar-Kitarović vann presidentvalet i Kroatien 2014–2015. Hon innehade presidentposten fram till 2020 då hon efterträddes av socialdemokraten Zoran Milanović.

## Partiledare
- Franjo Tuđman, 1989–1999
- Vladimir Šeks, 1999-2000 (tillförordnad)
- Ivo Sanader, 2000–2009
- Jadranka Kosor, 2009–2012
- Tomislav Karamarko, 2012–2016
- Andrej Plenković, 2016–